# Cordon sanitaire médiatique
Der cordon sanitaire médiatique (wörtlich in etwa „Medienpufferzone“, übertragen: „mediale Brandmauer“) ist eine Vereinbarung von Medien in der belgischen Region Wallonien. Demnach bekommen verfassungsfeindliche, zum Beispiel rechtsextreme, Gruppen keine direkte Plattform, sondern werden kontextualisiert zitiert oder zusammenfassend wiedergegeben. Der belgische Staatsrat bestätigte 1999 die Rechtmäßigkeit.